# 奇异连翘
奇异连翘（学名：Forsythia mira），为木犀科连翘属下的一个种。